# Naultinus elegans
Naultinus elegans är en ödleart som beskrevs av  Gray 1842. Naultinus elegans ingår i släktet Naultinus och familjen geckoödlor.

## Underarter
Arten delas in i följande underarter:
- N. e. elegans
- N. e. punctatus